# Хасекия
Хасекията е хълмиста историко-географска област в планината Странджа, в Област Бургас.
Областта обхваща ивица с ширина до 10 km с посока почти запад-изток, непосредствено на север от долината на река Велека, по южните склонове на странджанския рид Босна. Има хълмисто-равнинен релеф, прорязан от левите притоци на Велека. Обрасла с гъсти широколистни гори. През османското владичество областта е била превилигирована земя.
В областта от запад на изток са разположени селата: Близнак, Евренозово, Младежко, Звездец, Бяла вода, Калово, Заберново, Граматиково, Кондолово, Българи, Кости, Бродилово, Варвара и град Ахтопол.
През историко-географската област Хасекия преминават участъци от 2 пътя от Държавната пътна мрежа:
- От север на юг, през западната ѝ част, на протежение от 16,4 km – участък от първокласен път № 9 ГКПП „Дуранкулак“ – Варна – Бургас – ГКПП „Малко Търново“;
- От североизток на югозапад, през средната ѝ част, на протежение от 22,3 km – участък от второкласен път № 99 Бургас – Царево – Малко Търново.[1]

## Топографска карта
- Лист от карта K-35-67. Мащаб: 1 : 100 000.
- Лист от карта K-35-68. Мащаб: 1 : 100 000.